# Montmorency (Québec)
Pour les articles homonymes, voir Montmorency.
Montmorency est une ancienne municipalité du Québec. Elle est constituée en 1902 par détachement de la municipalité de Beauport. Elle acquiert le statut de ville en 1946. En 1976, Montmorency réintègre Beauport et devient l'un de ses quartiers. En 2002, lors des réorganisations municipales, Beauport devient un arrondissement de la ville de Québec. Le secteur de Montmorency fait aujourd'hui partie du quartier des Chutes-Montmorency dans cet arrondissement.

## Démographie
| 1911  | 1921  | 1931  | 1941  | 1951  | 1956  | 1961  | 1966  | 1971  |
| ----- | ----- | ----- | ----- | ----- | ----- | ----- | ----- | ----- |
| 1 717 | 1 904 | 4 575 | 5 393 | 5 817 | 6 077 | 5 985 | 5 541 | 4 949 |

## Liste des maires de Montmorency
- 1902-1905 : Herbert Molesworth Price
- 1905-1909 : Philéas-Elie Mercier
- 1909-1911 : Georges Séguin
- 1911 : Arsène Vermette
- 1911-1916 : Adélard Lortie
- 1916-1927 : Philippe Côté
- 1927-1928 : Charles Mathieu
- 1928-1935 : Émile Côté
- 1935-1937 : Xavier Tremblay
- 1937-1954 : François-Xavier Bouchard
- 1954-1973 : Magella Laforest
- 1973-1975 : Roland Vermette

### Hommages toponymiques
Le boulevard François-Xavier a été nommé, en 1946, en l'honneur du maire Bouchard dans la ville de Montmorency maintenant présent dans la ville de Québec.
Le boulevard Magella-Laforest a été nommé, en 1964, en l'honneur du maire Laforest dans la ville de Montmorency maintenant présent dans la ville de Québec.

### Anciens hommages
- La 101e rue portait, avant 1953, le nom de rue Saint-Charles en l'honneur de l'ancien maire Charles Mathieu.
- La 110e rue portait, avant 1953, le nom de rue Price en l'honneur de l'ancien maire Herbert Molesworth Price.
- La 112e Rue est issue de la réunion de la rue Côté et de la rue Saint-Émile en 1953, dont les noms avaient été adoptés le 6 mai 1929 par la municipalité de Montmorency, aujourd'hui dans la ville de Québec. La rue Côté rappelait le souvenir de Philippe Côté, conseiller municipal de 1915 à 1916 et maire de Montmorency de 1916 à 1927. La rue Saint-Émile tenait son nom d'Émile Côté, conseiller municipal de 1927 à 1929 et maire de Montmorency de 1929 à 1935.